# Parque Nacional Marinho das Ilhas dos Currais
O Parque Nacional Marinho das Ilhas dos Currais é uma área protegida brasileiro do tipo parque nacional. Criado pela lei federal nº 12.829 de 20 de junho de 2013, é formado por um pequeno arquipélago a 6,2 milhas da costa, em frente à Praia de Leste, no município de Pontal do Paraná.  

Formado por três pequenas ilhas e alguns recifes próximos abrangendo uma área de 1359,69 hectares. As ilhas não possuem praia, são constituídas apenas por formações rochas e pedras. Vivem nestas ilhas mais de 8 mil aves, além de peixes, que se abrigam nos recifes próximos as ilhas. Além da importância ecológica, o arquipélago é amplamente utilizado por pequenos pescadores do litoral do Paraná, sendo um dos principais polos pesqueiros do estado. 

## Ligações Externas
- ICMbio
- Ministério do Meio Ambiente